# François Philippe Voisin
François Philippe Voisin - (Voisin-Bey), né le 20 mai 1821 à Versailles, décédé le 17 mars 1918 à Paris 9e, (3 rue Scribe), élève de Polytechnique, ingénieur du Corps des Ponts, a été de 1865 à 1870, directeur des travaux du Canal de Suez (nº 2 de la compagnie dont le directeur était Ferdinand de Lesseps). 

## Biographie
En 1861, il se lance dans l'aventure de la construction du Canal de Suez, et rentre en France en 1870 où il devient professeur à l’École des Ponts et Chaussées. En 1880, affecté en Algérie, il participe au chemin de fer transsaharien. En 1884, il devient membre du conseil d'administration de la Compagnie du canal de Suez.
L'autorité qu'il s'était acquise dans les questions de travaux maritimes le fit désigner par le gouvernement comme président des délégations françaises aux différents congrès de navigation qui eurent lieu en Europe de 1886 à 1890.
En 1893, il devint vice-président du conseil de la Compagnie du canal de Suez, à laquelle il consacra l'activité de ses vingt dernières années. Il était Inspecteur général des Ponts et Chaussées.
Il est fils de Jacques-Philippe Voisin et de Marie-Louise Douillet, il est l’époux de Mathilde Aronssohn, mariage le 30 mars 1854 à Strasbourg, fille de Jacques-Léon Aronssohn, professeur Agrégé des Universités de Strasbourg, médecin du Roi Louis-Philippe 1er et de Caroline Levy. Son épouse décède à Ismaïlia en Égypte victime du choléra en 1865.
En 1866 le gouvernement égyptien lui décerne le titre de bey, d’où « Voisin-Bey »
Il est inhumé au cimetière Montmartre, (21e division, côté avenue Cordier), avec sa fille Marie-Louise Voisin, (1855-1932), son gendre Jean-François-Nicolas Micard, (1852-1931), Président de la société industrielle et agricole de la Pointe à Pitre depuis sa fondation en 1907, Président de la commission de vérification des comptes de la Compagnie du Canal de Suez en 1895, son petit-fils, Gaston Micard, élève de Polytechnique, sa petite-fille, Mathilde Micard et son époux Tony-Louis-Octave Smet, nommé maître des requêtes honoraire au Conseil d'État en 1903.